# Перлин (коммуна)
Перлин (нем. Perlin) — община в Германии, в земле Мекленбург-Передняя Померания.
Входит в состав района Северо-Западный Мекленбург. Подчиняется управлению Лютцов-Любсторф. Население составляет 370 человек (на 31 декабря 2010 года). Занимает площадь 13,44 км².

## Знаменитые земляки
- Зайдель, Генрих (1842—1906) — немецкий поэт